# Bourgmestre (Hongrie)
Pour les articles homonymes, voir Bourgmestre (homonymie).
 (signalé en juillet 2025).
Si vous disposez d'ouvrages ou d'articles de référence ou si vous connaissez des sites web de qualité traitant du thème abordé ici, merci de compléter l'article en donnant les références utiles à sa vérifiabilité et en les liant à la section « Notes et références ».
- Archive Wikiwix
- Bing
- Cairn
- DuckDuckGo
- E. Universalis
- Gallica
- Google
- G. Books
- G. News
- G. Scholar
- Persée
- Qwant
- (zh) Baidu
- (ru) Yandex
- (wd) trouver des œuvres sur Wikidata

Le bourgmestre (hongrois : polgármester), la plupart du temps traduit par maire est le dirigeant d'une localité en Hongrie. Le corps des représentants (képviselő-testület) décide des grandes orientations de la gestion et de l'organisation de la localité, approuve le budget, vote les impôts et élit les commissions exécutives, ainsi que le bureau du bourgmestre (polgármesteri hivatal). Ce dernier ainsi que le corps des représentants sont élus en même temps pour un mandat de quatre ans.